# Убить Джой
«Убить Джой» — кинофильм.

## Сюжет
Рассказ об убийстве молодой женщины и людях, которые оказались с этим связаны.